# Gräddbukig myggsnappare
Gräddbukig myggsnappare (Polioptila lactea) är en fågel i familjen myggsnappare inom ordningen tättingar.

## Utbredning och systematik
Fågeln förekommer i låglänta områden från sydöstra Brasilien till östra Paraguay och nordöstra Argentina. Den behandlas som monotypisk, det vill säga att den inte delas in i några underarter.

## Status och hot
Arten har ett stort utbredningsområde, men tros minska i antal, dock inte tillräckligt kraftigt för att den ska betraktas som hotad. Internationella naturvårdsunionen IUCN listar arten som livskraftig (LC).